# 平康盛
平 康盛（たいら の やすもり）は、平安時代後期の武士。源頼政の孫・源有綱の家人。

## 略歴
源頼朝に従って治承・寿永の乱を戦った源有綱の家人だったという。寿永2年（1183年）源義仲によって院近臣40余名が解官させられた際、有綱は右衛門尉を、康盛は右兵衛尉を解かれた。平家滅亡後に源義経が頼朝と対立すると、有綱は舅の義経に与同したため追討の対象となり、文治2年（1186年）北条時定に討たれた。建久2年（1191年）11月、有綱の仇討ちのために北条時定殺害を企てたものの、同月15日に謀叛人として由比で梶原景時に捕縛された。素性を伏せていた康盛は申し開きは幕府に直接すると述べたため鎌倉へ送られ、比企朝宗と藤原俊兼の尋問によってようやく素性と陰謀の詳細を自供した。鶴岡八幡宮の遷宮が7日後に控えていたため処分は一時保留となり、翌月に和田義盛奉行の下で腰越にて梟首となった。